# فورتانگا
فورتانگا (انگلیسی: Fortanga) یک رودخانه در استان اینگوش و چچن کشور روسیه است.